# Institut Isaac Albéniz
L'Institut Isaac Albéniz és un centre d'ensenyament secundari de Badalona. Va ser el primer institut fundat a la ciutat el 1933. Al llarg de la seva història ha tingut diverses seus i actualment està situat al Parc Serentill.
Va ser el primer centre oficial d'ensenyament secundari de la ciutat de Badalona, creat el 25 de setembre de 1933. Des de l'Ajuntament de Badalona, es va obrir la matrícula provisional el mateix mes i s'oferia la possibilitat d'un trasllat en cas que s'haguessin començat els estudis a Barcelona. L'institut, finalment, va començar a funcionar el curs de 1934-1935, amb molt bona rebuda per part de la població. Instal·lat a la torre de Can Pi i Gibert, el primer curs va comptar, aproximadament, amb un centenar d'alumnes.
Acabada la guerra civil, el centre va ser clausurat i va ser substituït per un col·legi municipal d'ensenyament mitjà, que va rebre el mateix nom, creat a l'octubre de 1939 per la comissió gestora de l'alcalde Miquel Sotero. L'abril de 1940 es va autoritzar el seu funcionament des de l'estat. El centre va estar regit per un patronat del qual l'alcalde n'era president. Tot i que era un col·legi masculí, els primers anys també hi van estudiar algunes noies, i ja a l'octubre de 1944 es va fundar la secció femenina, amb seu a Ca l'Agustí, on va ser professora Maria Aurèlia Capmany. Per la seva banda, els nois tenien la seva seu a la masia de Can Boscà.
El 1968, es va inaugurar el nou edifici, ja amb caràcter mixt, en l'àmbit del Parc Serentill, al barri de Morera. Actualment s'hi cursa Educació Secundària Obligatòria (ESO), batxillerat i programes de formació i inserció (PFI). A més, és el centre de referència del Conservatori de Música Professional de Badalona, amb horaris adaptats als alumnes.